# Тест Фробениуса
Тест Фробениуса — вероятностный тест простоты для проверки того, является ли число вероятно простым. Он назван в честь Фердинанда Георга Фробениуса. Тест использует понятия квадратичных многочленов и эндоморфизм Фробениуса. Тест Фробениуса ограничивает полиномы, разрешённые на основе входных данных, а также имеет другие условия, которые должны быть выполнены. Составное число, прошедшее этот тест, называют псевдопростым числом Фробениуса, но обратное не обязательно верно.

## Концепция
Грэнтэм поставил цель при разработке алгоритма обеспечить проверку, чтобы всегда проходили праймы и композиты (с вероятностью менее 1/7710):33.
Тест был позже расширен Франдсеном и Иваном Дамгардом (Ivan Bjerre Damgård) и назван расширенным квадратичным тестом Фробениуса (EQFT — extended quadratic Frobenius test).

## Алгоритм
Пусть n положительное целое число, такое, что n нечётно, (b2 + 4c | n) = −1 и (−c | n) = 1, где (x | n) обозначает символ Якоби. Положим B = 50000. Тогда тест на n с параметрами (b, c) работает следующим образом:
1. Проверяем, является ли одно из простых чисел меньшим или равным наименьшему из двух значений {\displaystyle B} и {\displaystyle {\sqrt {n}}} делим на n. Если да, то останавливаем когда n станет составным.
2. Проверяем выполнимость {\displaystyle {\sqrt {n}}\in \mathbb {Z} }. Останавливаем когда n является составным.
3. Вычисляем {\displaystyle x^{n+1 \over 2}\,{\bmod {\,}}{\big (}n,x^{2}-bx-c)}. Если выполнено {\displaystyle x^{n+1 \over 2}\notin \mathbb {Z} {\big /}n\mathbb {Z} }, то останавливаем, поскольку n является составным.
4. Вычисляем {\displaystyle x^{n+1}\,{\bmod {\,}}{\big (}n,x^{2}-bx-c)}. Если выполнено {\displaystyle x^{n+1}\not \equiv -c}, то останавливаем, поскольку n является составным.
5. Пусть {\displaystyle n^{2}-1=2^{r}s}, где s нечетно. Если выполнено {\displaystyle x^{s}\not \equiv 1{\bmod {\,}}{\big (}n,x^{2}-bx-c)}, и {\displaystyle x^{2^{j}s}\not \equiv -1{\bmod {\,}}{\big (}n,x^{2}-bx-c)} для всех {\displaystyle 0\leq j\leq r-2}, то останавливаем, поскольку n является составным.

Если тест не останавливается в шагах (1)-(5), то n является вероятно простым числом.